# Košaki
Košaki so del mesta Maribor. Do leta 2007 so bili samostojno naselje v Mestni občini Maribor. V Košakih stoji leta 2019 posvečena župnijska cerkev bl. Antona Martina Slomška.